# 1820年9月逝世人物列表
1820年逝世人物列表：1月 - 2月 - 3月 - 4月 - 5月 - 6月 - 7月 - 8月 - 9月 - 10月 - 11月 - 12月
1820年9月逝世人物列表，是用于汇总1820年9月期间逝世人物的列表。

## 依日期排序

### 2日
- 颙琰，61岁。清朝第七位皇帝，兼蒙古萨伊什雅尔图伊鲁格尔图汗。1796年至1820年在位，年号“嘉庆”[1]。